# Bo Ahrén
Bo Arthur Ahrén, född 19 april 1952 i Lund, är en svensk läkare och professor. 
Han studerade medicin och fick sin läkarlegitimation 1978. Han är sedan 1999 professor vid medicinska fakulteten på Lunds universitet. Han är även chefsläkare vid Region Skåne och klinikchef för forskningskliniken vid Universitetssjukhuset i Lund. 2006 blev han dekanus för ovannämnda fakultet. Han har bedrivit forskning kring diabetes och har varit med om att utveckla nya mediciner i behandlingen av Typ 2-diabetes.
Bo Ahrén är son till biskop Per-Olov Ahrén och socioterapeuten Gunnel Atell samt bror till kyrkomusikern Thomas du Quercy Ahrén.